# NGC 825
NGC 825 è una galassia a spirale situata nella costellazione della Balena, a una distanza di circa 150 milioni di anni luce dalla nostra Via Lattea.

## Scoperta
La galassia è stata scoperta il 18 novembre 1863 dall'astronomo tedesco Albert Marth.

## Descrizione
NGC 825 ha una classe di luminosità I e presenta una larga riga a 21 cm dell'idrogeno neutro.

## Gruppo di NGC 825
NGC 825 è la più vasta e la più brillante di un gruppo di galassie che comprende almeno cinque galassie. Le altre altre quattro galassie che costituiscono il Gruppo di NGC 825 sono IC 208, IC 1776, UGC 1646 e UGC 1649.
Secondo E.L. Turner, le galassie NGC 825 e IC 208 formano una coppia di galassie ravvicinate.